# 肠蕨
肠蕨（学名：Diplaziopsis javanica）为蹄盖蕨科肠蕨属下的一个种。